# Petite veine cardiaque
La petite veine cardiaque (ou petite veine du cœur) est une veine du système veineux du cœur.

## Origine
La petite veine cardiaque nait près de l'apex du cœur et à proximité de son bord droit.

## Trajet
La petite veine cardiaque se poursuit dans le sillon coronaire du cœur entre l'atrium droit et le ventricule droit accompagnée de l'artère coronaire droite.

## Terminaison
La petite veine cardiaque se jette dans le sinus coronaire.

### Variation
La petite veine cardiaque peut se jeter directement dans l'oreillette droite ou dans la veine cardiaque moyenne.

## Zone de drainage
La petite veine cardiaque draine la partie postérieure de l'oreillette droite et du ventricule droit du cœur.